# Джордж Осборн
Джордж Гідеон Олівер Осборн (англ. George Gideon Oliver Osborne; нар. 23 травня 1971, Лондон) — британський політик-консерватор, Канцлер скарбниці (міністр фінансів) в 2010—2016 роках.

## Біографія
Народився в сім'ї 17-го баронета Осборна, успішно займався шпалерним бізнесом.
Закінчив Оксфордський університет, де вивчав нову і новітню історію.
У 1994 році приєднався до дослідницького департаменту Консервативної партії. У 1995–1997 роках працював радником міністра сільського господарства і продовольства, у 1997–2001 рр. — спічрайтером Вільяма Хейга. На виборах 2001 року був обраний до Палати громад. У 2004 р. Осборн був призначений тіньовим секретарем скарбниці, а у 2005 році став тіньовим канцлером скарбниці. На цій посаді він гостро критикував Ґордона Брауна, який до 2007 року був канцлером скарбниці в уряді Тоні Блера. Після затвердження Девіда Кемерона новим прем'єр-міністром Великої Британії, Осборн став новим канцлером скарбниці.
У Палаті громад Осборн голосував проти подальшої інтеграції Великої Британії до Євросоюзу, за надання рівних прав представникам сексуальних меншин, за вторгнення в Ірак та за виборність Палати лордів.
Статки Осборна оцінюються у 3,5 мільйона фунтів. Очікується, що Осборн стане останнім канцлером державної скарбниці, який буде використовувати відомий портфель, що традиційно використовується для внесення до Палати громад текстів урядових промов про бюджет з 1860 року.